# Ágata Lys
Margarita García San Segundo (Valladolid, 3 de diciembre de 1953-Benalmádena, Málaga, 12 de noviembre de 2021), conocida artísticamente como Ágata Lys, fue una actriz española.

## Biografía
Nació en la ciudad de Valladolid un 3 de diciembre de 1953. Estudió Filosofía y Letras en la Universidad de Valladolid y más tarde Arte Dramático en Madrid.

### Inicios:Un, dos, tres
Al tiempo que estudiaba arte dramático en Madrid, hizo su debut ante las cámaras de televisión como azafata del concurso Un, dos, tres... responda otra vez (1972), de TVE, donde impactó por su espectacular belleza y su voz. No pasó desapercibida para la industria del séptimo arte y a las pocas semanas dejaba el programa para debutar en el cine.

### Cine
Sus personajes pronto quedan marcados por la espectacular presencia de la actriz. Una vez iniciada la transición política, social y la apertura en el cine español (tras cuarenta años bajo la censura político-religiosa) con la llegada del "destape", se convierte en un mito.
Tras la corta etapa de la transición, en 1978 se aparta del mundo de la gran pantalla al que solo volverá en contadas ocasiones para colaborar en títulos como Los santos inocentes (1984), de Mario Camus, El regreso de los mosqueteros (1989), de Richard Lester, Taxi (1996) de Carlos Saura o Familia (1996), de Fernando León de Aranoa.

## Filmografía
| Año  | Título                                                    | Director                                    |
| ---- | --------------------------------------------------------- | ------------------------------------------- |
| 1971 | La Mascara de Cuero                                       | Mario Bianchi                               |
| 1972 | Ella                                                      | Tulio Demicheli                             |
| 1972 | Un, dos, tres, dispara otra vez                           | Tulio Demicheli                             |
| 1972 | Vacaciones sangrientas                                    | Juan Jaime Bernos                           |
| 1972 | El juego del adulterio                                    | Joaquín Luis Romero Marchent                |
| 1973 | El último viaje                                           | José Antonio de la Loma                     |
| 1973 | Las alegres vampiras de Vogel                             | Julio Pérez Tabernero                       |
| 1973 | Los fríos senderos del crimen                             | Carlos Aured                                |
| 1973 | Los Calatrava contra el imperio del crimen                | Manuel Esteba                               |
| 1973 | Los tres superhombres en el Oeste                         | Italo Martinenghi                           |
| 1974 | Onofre                                                    | Luis María Delgado                          |
| 1974 | Sex o no sex                                              | Julio Diamante                              |
| 1974 | La iniciación en el amor                                  | Javier Aguirre                              |
| 1974 | Las marginadas                                            | Ignacio Iquino                              |
| 1974 | Me has hecho perder el juicio                             | Juan de Orduña                              |
| 1974 | Una mujer de cabaret                                      | Pedro Lazaga                                |
| 1974 | La máscara de cuero                                       | Mario Bianchi                               |
| 1975 | El valle de las viudas                                    | Volker Vogeler                              |
| 1975 | Último tango en Madrid                                    | José Luis Madrid                            |
| 1975 | Sábado, chica, motel... ¡qué lío aquel!                   | José Luis Merino                            |
| 1975 | El erotismo y la informática                              | Fernando Merino                             |
| 1975 | Strip-tease a la inglesa                                  | José Luis Madrid                            |
| 1975 | Pasqualino Cammarata... capitano di fregata               | Mario Amendola                              |
| 1976 | La noche de los cien pájaros                              | Rafael Romero Marchent y Rafael Moreno Alba |
| 1976 | Las camareras                                             | Joaquín Coll Espona                         |
| 1976 | Fango                                                     | Silvio F. Balbuena                          |
| 1976 | La nueva Marilyn                                          | José Antonio de la Loma                     |
| 1976 | Las desarraigadas                                         | Francisco Lara Polop                        |
| 1976 | Sexi amor y fantasía                                      | F. Domeneq                                  |
| 1977 | El transexual                                             | José Jara                                   |
| 1977 | Deseo carnal                                              | Manuel Iglesias                             |
| 1977 | Avisa a Curro Jiménez                                     | Rafael Romero Marchent                      |
| 1978 | El huerto del francés                                     | Jacinto Molina                              |
| 1978 | Trauma                                                    | León Klimovsky                              |
| 1978 | Pasión inconfesable                                       | Ramón Torrado                               |
| 1978 | Al fin solos, pero...                                     | Antonio Giménez Rico                        |
| 1979 | Una mujer y un cobarde                                    | Silvio F. Balbuena                          |
| 1984 | Los santos inocentes                                      | Mario Camus                                 |
| 1989 | El regreso de los mosqueteros                             | Richard Lester                              |
| 1995 | Asunto interno                                            | Carles Balagué                              |
| 1996 | Taxi                                                      | Carlos Saura                                |
| 1996 | El fantasma de Elvis (corto)                              | Ángel García                                |
| 1996 | Familia                                                   | Fernando León de Aranoa                     |
| 1997 | Pintadas                                                  | Juan Sterlich                               |
| 2000 | Corazón de bombón                                         | Álvaro Sáenz de Heredia                     |
| 2003 | Haz conmigo lo que quieras                                | Ramón de España                             |
| 2003 | Cómo afrontar con éxito una entrevista de trabajo (corto) | Gustavo G. Brusilovsky                      |
| 2004 | Mala uva                                                  | Javier Domingo                              |

## Teatro
Desde los años ochenta estuvo más centrada en el teatro, en el que ya debutó en el año 1973 con Don Juan Tenorio en el papel de Doña Inés. Entre sus interpretaciones destacan las siguientes obras:
- Don Juan Tenorio (1973) Como Doña Inés, su debut con 17 años en el teatro Lope de Vega de Valladolid.
- Eros y Tánatos (1977)
- Ágata con locura Teatro musical (1981).
- El fin del mundo es el jueves (1981)
- El mercader de Venecia de William Shakespeare en el papel de Porcia (1981).
- El amigo japonés para televisión (1981).
- La Chocholilla o el fin del mundo es el jueves (1984) de Emilio Romero.
- No le busques tres pies al alcalde (1987), de Pedro Mario Herrero.
- La vida es sueño (1988), de Calderón de la Barca.
- La reina del Nilo (1986), de Moncho Alpuente, estrenado en el teatro Albéniz de Madrid.
- La Lola se va a los puertos (1987), de los hermanos Manuel y Antonio Machado.
- En un café de la Unión (1992), de Luis Federico Viudes.
- Las brujas de Barahona en Quiteria de Morillas (1995), de Domingo Miras, dirección Alberto González Vergel, Expo de Sevilla.
- Un golpe de suerte (1995), teatro Muñoz Seca de Madrid.
- Pelo de tormenta (1997), de Francisco Nieva, Centro Dramático Nacional.
- El hospital de los locos (2000), J. de Valdivieso. Auto sacramental en la Catedral de Toledo.

## Televisión
También protagonizó series de televisión como Historias de Juan Español (1972); especiales como Don Juan (1974) y Eva a las diez (1977); obras de teatro televisado como El mercader de Venecia en el papel de Porcia (1981) en Estudio 1 y Ocho mujeres (1989) en Primera función; La saga de los Rius en el personaje de Lula (1976), Mamá quiere ser artista (1997) Hermanas (1998) Puerta con puerta (1999) y Amar en tiempos revueltos (2005-2006).

## Trivia
La Ágata Lis que aparece en los títulos de crédito en De espaldas a la puerta (1959) no es la misma Ágata Lys que se haría enormemente popular en el cine español de los años 70 y 80, ya que, entre otras cosas, esta última solo tenía 5 años en el momento que se rodó esa película, y la Ágata Lis de la película citada hace el papel de "Princesa", una mujer adulta bailarina en el cabaret. El que ambas actrices lleven el mismo nombre artístico se debe al hecho de haber compartido representante, Fernando Butragueño, que propuso el mismo seudónimo a ambas actrices.